# メタセルカリア
メタセルカリア（metacercaria）とは二生綱に属する吸虫の生活環における1ステージ。セルカリアが発育したもの。メタセルカリアは槍形吸虫のように第2中間宿主内で形成されるもの、肝蛭のように外界で形成されるものがある。日本住血吸虫などではセルカリアが直接終宿主へ侵入し、メタセルカリアを形成しない。メタセルカリアは形態的に成虫とほとんど等しいが、生殖器が未発達である。